# Gargara davidi
Gargara davidi är en insektsart som beskrevs av Jules Ferdinand Fallou 1890. Gargara davidi ingår i släktet Gargara och familjen hornstritar. Inga underarter finns listade i Catalogue of Life.